# (37293) 2001 AF43
2001 AF43 (asteroide 37293) é um asteroide da cintura principal. Possui uma excentricidade de 0.10990830 e uma inclinação de 11.84825º.
Este asteroide foi descoberto no dia 4 de janeiro de 2001 por LONEOS em Anderson Mesa.